# Wayne Clarke
Wayne Clarke (Wolverhampton, 28 febbraio 1961) è un allenatore di calcio ed ex calciatore inglese, di ruolo attaccante.

## Biografia
Clarke è il più giovane di cinque fratelli (Frank, Allan, Derek e Kelvin) che sono tutti stati calciatori professionisti; l'unico dei 4 a non aver mai giocato in prima divisione è Kelvin; Frank è inoltre l'unico dei 5 fratelli a non aver mai giocato con il Walsall (club professionistico dell'omonima città nei cui dintorni si trova Willenhall, cittadina di cui sono originari i fratelli Clarke).

## Carriera
Esordisce tra i professionisti all'età di 17 anni nella parte finale della stagione 1977-1978, nella quale gioca una partita nella prima divisione inglese con il Wolverhampton; nel biennio successivo continua a far parte della rosa dei Wolves, realizzando rispettivamente una rete in 8 presenze nella First Division 1978-1979 e 2 reti in 16 presenze nella First Division 1979-1980, stagione in cui peraltro il club raggiunge (e perde) una finale di Coppa di Lega. Clarke inizia poi a giocare con buona regolarità a partire dalla stagione 1980-1981, nel corso della quale totalizza complessivamente 3 reti in 24 partite di campionato, alle quali aggiunge 6 reti in 29 presenze nella First Division 1981-1982, che si conclude con la retrocessione del club in seconda divisione. Nella stagione 1982-1983 Clarke contribuisce invece con 12 reti in 39 presenze all'immediato ritorno in prima divisione del club, con cui poi rimane anche nella stagione 1983-1984, in cui mette a segno 6 reti in 31 presenze. Nell'estate del 1984 viene ceduto per 80000 sterline al Birmingham City, club di seconda divisione, lasciando così il Wolverhampton dopo sette stagioni e complessive 33 reti in 170 presenze fra tutte le competizioni ufficiali.
La sua permanenza al Birmingham City dura complessivamente tre stagioni: nella prima realizza 17 reti in 40 presenze in seconda divisione conquistando una promozione, a cui fa seguito una retrocessione nella stagione 1985-1986, in cui Clarke realizza 5 reti in 28 partite di campionato; infine, nella stagione 1986-1987 mette a segno 16 gol in 24 partite nel campionato di Second Division per poi nel marzo del 1987 passare insieme al compagno di squadra Stuart Storer per complessive 300000 sterline all'Everton, club di prima divisione, con cui realizza 5 reti in 10 presenze contribuendo così alla vittoria del campionato. L'anno seguente, oltre a vincere il Charity Shield (in cui segna l'unica rete della partita, vinta per 1-0 contro il Coventry City), termina per la prima (ed unica) volta in carriera un campionato di prima divisione in doppia cifra di reti segnate, ovvero 10 in 27 presenze. Rimane poi alle Toffees anche nel corso della stagione 1988-1989, nella quale gioca però con minor continuità, andando in rete per sole 3 volte in 20 partite di campionato, arrivando così ad un bilancio complessivo di 76 presenze e 22 reti fra tutte le competizioni ufficiali con la maglia dell'Everton.
Nell'estate del 1989 scende nuovamente in seconda divisione, al Leicester City; la sua permanenza alle Foxes è però di breve durata: dopo una rete in sole 11 presenze, passa infatti a stagione in corso al Manchester City in uno scambio alla pari con David Oldfield. Qui, conclude la stagione giocando 9 partite in prima divisione, senza mai segnare. All'inizio della stagione 1990-1991 gioca per un periodo in prestito allo Shrewsbury Town, con la cui maglia mette a segno 6 reti in 7 presenze in terza divisione; torna quindi ai Citizens, con cui realizza una rete in 7 presenze in massima serie, per poi tornare in prestito in terza divisione, questa volta allo Stoke City, con cui realizza 3 reti in 5 presenze. Inizia poi la stagione 1991-1992 con un nuovo prestito, facendo ritorno al Wolvherhampton: dopo una sola partita giocata (in seconda divisione) torna però al City, con cui nella rimanente parte della stagione 1991-1992 gioca solamente 5 partite di campionato, nelle quali segna peraltro anche una rete. Nell'estate del 1992 Clarke, svincolato, va a giocare al Walsall (cosa che tra l'altro avevano anche già fatto tre dei suoi quattro fratelli maggiori nel corso delle rispettive carriere): qui realizza 21 reti in 39 presenze nel campionato di quarta divisione, nel quale il club centra la qualificazione ai play-off. A fine stagione viene poi ceduto allo Shrewsbury Town, altro club di quarta divisione, dove gioca per due stagioni consecutive (la prima in quarta divisione e la seconda in terza divisione), chiuse entrambe a quota 11 reti segnate (in rispettivamente 28 e 31 presenze), e la prima delle quali terminata anche con la vittoria del campionato.
Nell'estate del 1995, dopo 444 presenze e 141 reti nei campionati della Football League, si accasa con il doppio ruolo di giocatore ed allenatore ai semiprofessionisti del Telford Utd, in Football Conference (quinta divisione e più alto livello calcistico inglese al di fuori della Football League); rimane in carica per complessivi 18 mesi, terminando poi la carriera (sia come giocatore che come allenatore).

## Palmarès

### Giocatore

#### Competizioni nazionali
- Campionato inglese: 1

Everton: 1986-1987
- FA Charity Shield: 1

Everton: 1987
- Campionato inglese di quarta divisione: 1

Shrewsbury Town: 1993-1994